# فهرست آثار هایائو میازاکی

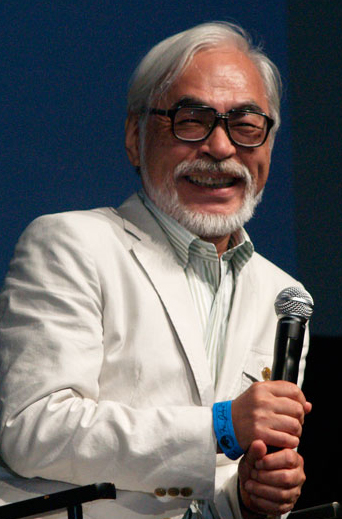
آقای هایائو میازاکی در کامیک کان

در زیر فهرستی از آثار هایائو میازاکی، فیلمساز و هنرمند ژاپنی، به دسته‌های کارهای اولیه، کارهای مانگا و فیلم‌شناسی تقسیم شده‌است. برخی از شناخته شده‌ترین کارهای او، فیلم‌های پویانمایی است که در زمان حضورش در استودیو جیبلی ساخته شد و شامل، همسایه من توتورو (۱۹۸۸), شاهزاده مونونوکه (۱۹۹۷), شهر اشباح (۲۰۰۱), قلعه متحرک هاول (۲۰۰۴), پونیو روی صخره کنار دریا (۲۰۰۸), باد برمی‌خیزد (۲۰۱۳) , و پسرک و مرغ ماهیخوار (۲۰۲۳) هستند.

## کارهای اولیه (پویانمایی)
| اثر                                    | سال  | فرمت                                 | نقش                                                                                           |
| -------------------------------------- | ---- | ------------------------------------ | --------------------------------------------------------------------------------------------- |
| گرگ پسر کن                             | ۱۹۶۳ | مجموعه تلویزیونی                     | به عنوان طراح کلیدهای میانی                                                                   |
| داگی مارچ                              | ۱۹۶۳ | فیلم سینمایی                         | به عنوان طراح کلیدهای میانی                                                                   |
| Shōnen Ninja Kaze no Fujimaru          | ۱۹۶۴ | مجموعه تلویزیونی                     | به عنوان طراح کلیدهای میانی و طراح کلید انیمیشن                                               |
| سفرهای گالیور در آن سوی ماه            | ۱۹۶۵ | فیلم سینمایی                         | به عنوان طراح کلیدهای میانی                                                                   |
| Sally the Witch                        | ۱۹۶۶ | مجموعه تلویزیونی                     | طراح کلید انیمیشن                                                                             |
| ماجراجویی بزرگ هوروس، شاهزاده خورشید   | ۱۹۶۸ | فیلم سینمایی                         | طراح کلید انیمیشن، فیلم نامه نویس مصور (استوری بورد)، طراح صحنه                               |
| گربه چکمه‌پوش                           | ۱۹۶۹ | فیلم سینمایی                         | طراح کلید انیمیشن، فیلم نامه نویس مصور (استوری بورد)، طراح                                    |
| مومین                                  | ۱۹۶۹ | مجموعه تلویزیونی                     | طراح کلید انیمیشن                                                                             |
| کشتی هوایی فانتوم                      | ۱۹۶۹ | فیلم سینمایی                         | طراح کلید انیمیشن، فیلم نامه نویس مصور (استوری بورد)، طراح                                    |
| جزیره گنج حیوانات                      | ۱۹۷۱ | فیلم سینمایی                         | مشاور داستان، طراح کلید انیمیشن، فیلم نامه نویس مصور (استوری بورد)، طراحی صحنه                |
| علی‌بابا و چهل دزد                      | ۱۹۷۱ | فیلم سینمایی                         | تنظیم کننده، انیمیشن کلیدی، استوری بورد                                                       |
| لوپن سوم قسمت ۱                        | ۱۹۷۱ | مجموعه تلویزیونی                     | دستیار کارگردان                                                                               |
| Yuki's Sun                             | ۱۹۷۲ | مجموعه تلویزیونی                     | هدایت کننده                                                                                   |
| پاندا! برو، پاندا!                     | ۱۹۷۲ | فیلم کوتاه                           | کانسپت، فیلمنامه، فیلم نامه نویس مصور (استوری بورد)، طراحی صحنه، طراح کلید انیمیشن            |
| Panda! Go, Panda! The Rainy-Day Circus | ۱۹۷۳ | فیلم کوتاه                           | فیلمنامه، استوری بورد، طراحی صحنه، طراحی هنری، طراح کلید انیمیشن                              |
| هایدی، دختر آلپ                        | ۱۹۷۴ | مجموعه تلویزیونی                     | طراحی و چیدمان صحنه                                                                           |
| مارکو                                  | ۱۹۷۶ | مجموعه تلویزیونی                     | طراحی و چیدمان صحنه                                                                           |
| پسر آینده کانن                         | ۱۹۷۸ | مجموعه تلویزیونی                     | هدایت کننده                                                                                   |
| آن شرلی با موهای قرمز                  | ۱۹۷۹ | مجموعه تلویزیونی (قسمت‌های ۱–۱۵)      | طراحی و چیدمان صحنه                                                                           |
| لوپن سوم: پارت دو                      | ۱۹۸۰ | مجموعه تلویزیونی (قسمت‌های ۱۴۵ و‌ ۱۵۵) | کارگردان و کانسپت، فیلمنامه، فیلم نامه نویس مصور (استوری بورد)، طراحی صحنه، طراح کلید انیمیشن |
| Space Adventure Cobra: The Movie       | ۱۹۸۲ | فیلم سینمایی                         | طراح کلید انیمیشن                                                                             |
| شرلوک هوند                             | ۱۹۸۴ | مجموعه تلویزیونی (۶ قسمت‌های)         | هدایت کننده                                                                                   |
| Nadia: The Secret of Blue Water        | ۱۹۹۰ | مجموعه تلویزیونی                     | نویسنده                                                                                       |

## فیلم‌شناسی
| سال  | عنوان                  | کارگردان | نویسنده | تهیه‌کننده | دیگر نقش‌ها | یادداشت     |
| ---- | ---------------------- | -------- | ------- | --------- | ---------- | ----------- |
| ۱۹۷۹ | قلعه کاگلیوسترو        | آری      | آری     |           |            |             |
| ۱۹۸۴ | نائوشیکا از دره باد    | آری      | آری     |           |            |             |
| ۱۹۸۶ | لاپوتا قلعه‌ای در آسمان | آری      | آری     |           |            |             |
| ۱۹۸۸ | همسایه من توتورو       | آری      | آری     |           |            |             |
| ۱۹۸۹ | سرویس تحویل کی‌کی       | آری      | آری     | آری       |            |             |
| ۱۹۹۱ | همین دیروز             |          |         | اجرایی    |            |             |
| ۱۹۹۲ | پورکو روسو             | آری      | آری     |           |            |             |
| ۱۹۹۲ | پوم پوکو               |          |         | اجرایی    |            |             |
| ۱۹۹۵ | زمزمه قلب              |          | آری     | کلی       |            |             |
| ۱۹۹۵ | به جای خود             | آری      |         |           |            | موزیک ویدئو |
| ۱۹۹۷ | شاهزاده مونونوکه       | آری      | آری     |           |            |             |
| ۲۰۰۱ | شهر اشباح              | آری      | آری     |           |            |             |
| ۲۰۰۴ | قلعه متحرک هاول        | آری      | آری     |           |            |             |
| ۲۰۰۸ | پونیو                  | آری      | آری     |           |            |             |
| ۲۰۱۰ | آریتی                  |          | آری     |           | برنامه‌ریز  |             |
| ۲۰۱۱ | بر فراز تپه شقایق      |          | آری     |           | برنامه‌ریز  |             |
| ۲۰۱۳ | باد برمی‌خیزد           | آری      | آری     |           |            |             |
| ۲۰۲۳ | چطوری زندگی می‌کنی؟     | آری      | آری     |           |            |             |

### فیلم کوتاه
| سال  | عنوان                          | کارگردان | نویسنده | تهیه‌کننده | یادداشت                 |
| ---- | ------------------------------ | -------- | ------- | --------- | ----------------------- |
| ۲۰۰۱ | شکار نهنگ                      | آری      | آری     |           |                         |
| ۲۰۰۲ | Koro's Big Day Out             | آری      | آری     |           |                         |
| ۲۰۰۲ | Imaginary Flying Machines      | آری      | آری     |           |                         |
| ۲۰۰۳ | Mei and the Kittenbus          | آری      | آری     |           | دنباله همسایه من توتورو |
| ۲۰۰۶ | Monmon the Water Spider        | آری      | آری     | آری       |                         |
| ۲۰۰۶ | House-hunting                  | آری      | آری     | آری       |                         |
| ۲۰۰۶ | The Day [I] Bought A Star      | آری      | آری     |           |                         |
| ۲۰۱۰ | Mr. Dough and the Egg Princess | آری      | آری     |           |                         |
| ۲۰۱۸ | بورو کاترپیلار                 | آری      |         | آری       |                         |

### دیگر
| سال  | عنوان                             | نقش       | یادداشت    |
| ---- | --------------------------------- | --------- | ---------- |
| ۲۰۰۲ | بازگشت گربه                       | طرح‌ریز    |            |
| ۲۰۱۱ | Treasure Hunting                  | برنامه‌ریز | فیلم کوتاه |
| ۲۰۱۳ | The Kingdom of Dreams and Madness | موضوع     | مستند      |

## آثار مانگا
فهرست زیر شامل کارهای هایائو میازاکی از زمان آغاز به کار به عنوان هنرمند مانگا است:
| اثر                                                                   | سال     |
| --------------------------------------------------------------------- | ------- |
| Nagagutsu wo Haita Neko (مانگای فیلم گربه چکمه‌پوش)                    | ۱۹۶۹    |
| Sabaku no Tami (مردم صحرا)                                            | ۱۹۶۹–۷۰ |
| Doubutsu Takarajima (مانگای فیلم جزیره گنج حیوانات)                   | ۱۹۷۲    |
| Kaze no tani no Naushika (نائوشیکا از دره باد)                        | ۱۹۸۲–۹۴ |
| Imouto he (برای خواهرم)                                               | ۱۹۸۲    |
| Shuna no Tabi (سفر شونا)                                              | ۱۹۸۳    |
| Hikōtei Jidai (هیکوتی جیدای)                                          | ۱۹۹۰    |
| Miyazaki Hayao no Zassō Nōto (یادداشت‌های خیال‌پردازانه هایائو میازاکی) | ۱۹۹۲    |
| Hansu no Kikan (بازگشت هانس)                                          | ۱۹۹۴    |
| Kuuchuu de Oshokuji (ناهار خوری در هوا)                               | ۱۹۹۴    |
| Doromamire no Tora (ببرهای پوشیده از گل و لای)                        | ۱۹۹۸–۹۹ |
| سفر به Tynemouth                                                      | ۲۰۰۶    |
| Kaze Tachinu (مانگای فیلم باد برمی‌خیزد)                               | ۲۰۰۹    |
| Teppou Samurai (اسلحه سامورائی)                                       | ۲۰۱۵    |

## زندگی‌نامه
- Princess Mononoke: The First Story (1993)
- Starting Point: 1979-1996 (1996)
- Turning Point: 1997-2008 (2014, English translation)